# Xiaogang (köpinghuvudort i Kina, Jiangxi Sheng, lat 28,25, long 115,86)
Xiaogang är en köpinghuvudort i Kina. Den ligger i provinsen Jiangxi, i den sydöstra delen av landet, omkring 49 kilometer söder om provinshuvudstaden Nanchang. Antalet invånare är 67 949. Befolkningen består av 32 307 kvinnor och 35 642 män. Barn under 15 år utgör 25,0 %, vuxna 15-64 år 67 %, och äldre över 65 år 7,0 %.
Runt Xiaogang är det tätbefolkat, med 459 invånare per kvadratkilometer. Xiaogang är det största samhället i trakten. Trakten runt Xiaogang består till största delen av jordbruksmark.
Genomsnittlig årsnederbörd är 2 190 millimeter. Den regnigaste månaden är juni, med i genomsnitt 367 mm nederbörd, och den torraste är oktober, med 28 mm nederbörd.